# Cyathea junghuhniana
Cyathea junghuhniana är en ormbunkeart som först beskrevs av Kze., och fick sitt nu gällande namn av Edwin Bingham Copeland. Cyathea junghuhniana ingår i släktet Cyathea och familjen Cyatheaceae. Inga underarter finns listade.